# Delphinium unifolium
Delphinium unifolium är en ranunkelväxtart som beskrevs av M. Tamura. Delphinium unifolium ingår i släktet storriddarsporrar, och familjen ranunkelväxter. Inga underarter finns listade i Catalogue of Life.